# 埃里克·奥格伦
埃里克·奥格伦（瑞典語：Erik Ågren，1916年1月3日—1985年7月3日），瑞典男子拳击运动员。他曾代表瑞典参加1936年夏季奥林匹克运动会拳击比赛，获得男子轻量级铜牌。他也曾四次获得全国冠军。